# RD-8
RD-8은 우크라이나 유즈노예가 개발한 로켓 엔진이다. 1985년 4월 13일 최초발사되었다.

## 설명
극저온인 LOX를 산화제, 상온인 RP-1을 연료로 사용한다. 진공 추력은 17,600 lbf(7.98톤)이다. 언론에서는 추력 8톤의 액체연료 로켓이라고 보도한다.
제니트-2 로켓에 사용되었다.
최대 4,000초까지 연소할 수 있다.

## 파생형
RD-805 (또는 RD-802)
RD-8의 8톤 추력을 2톤 추력으로 낮춘 버전이다.
RD-809 (또는 RD-809M)
RD-8 보다 직경이 작아졌다. 안타레스 로켓의 상단부로 개발되었다. 5번의 재점화를 할 수 있다.
RD-809K
4번의 재점화를 할 수 있다. 마야크 로켓의 상단부로 개발되었다.

## 단계식 연소 사이클
단계식 연소 사이클은 펌프를 돌린 가스까지 다시 재활용해 주 연소실로 주입해 쓰는 방식이다. 따라서 효율이 극대화된다는 장점이 있다. 하지만 고온·고압의 가스를 다시 연소실로 주입하려면 고도의 소재 및 가공 기술이 필요하다. 미국에는 없고, 러시아, 우크라이나 등만 보유하고 있는 최첨단 기술이다.
미국은 고비용의 단계식 연소 사이클 액체수소 엔진 기술은 보유했지만, 저비용의 단계식 연소 사이클 RP-1 엔진 기술은 없다. 이러한 최첨단 로켓 엔진 기술로 인해, 러시아 우주 발사체는 미국, 프랑스 보다 10배 저렴한 가격에 인공위성을 발사해준다.

## 같이 보기
- RD-120